# Toediening
In de farmacie en toxicologie is de toedieningsweg de route waarop een geneesmiddel, vloeistof, vergif of een ander middel in contact wordt gebracht met een bepaald deel van een lichaam. Het gaat bij geneesmiddelen om een gewenste toediening, bij vergif juist niet. Door de farmacodynamiek is de keuze van de toediening belangrijk voor de uiteindelijke werking van het middel.
De toediening kan grofweg worden ingedeeld in drie groepen:  enteraal, parenteraal en topisch. Enteraal betekent dat de toediening via het maag-darmstelsel plaatsvindt, parenteraal dat de toediening door een injectie of infuus plaatsvindt en topisch dat de toediening op een bepaalde plaats plaatsvindt.
Dezelfde geneesmiddelen kunnen verschillende uitwerkingen hebben door gebruik te maken van een andere toedieningsvorm. Enterale toediening is over het algemeen het gemakkelijkst voor de patiënt, omdat geen injecties of andere steriele methodes nodig zijn. Sommige geneesmiddelen kunnen echter door het maag-darmstelsel geen, verkeerde of onvoorspelbare effecten hebben en daarom niet enteraal worden ingenomen. Een comfortabel alternatief is de transdermale toediening, maar er zijn slechts enkele geneesmiddelen geschikt voor deze wijze. Geneesmiddelen worden in noodsituaties, in spoedeisende geneeskunde en op de intensieve zorg meestal intraveneus, dus door middel van een injectie toegediend.

## Wijze

### Enteraal
- oraal, via de mond - veel geneesmiddelen zoals tabletten, capsules of druppels
  - sublinguale toediening
- rectaal, via de anus - bijvoorbeeld zetpil en klysma
- sonde - veel geneesmiddelen en sondevoeding
  - maag
  - twaalfvingerige darm

### Parenteraal

#### Met injectie
- intra-arterieel, in een slagader
- intra-articulair, in een gewricht
- intracardiaal, in het hart
- intracutaan, in de huid
- intramusculair, in een spier
- intraossaal, in het beenmerg
- intrathecaal, in het hersenvocht
- intraveneus, in een ader
- subcutane injectie - net onder de huid

#### Overig parenteraal
- infuus
- inhalatie - door inademing
- transdermale pleister - diffusie door de intacte huid
- transmucosaal - diffusie door een slijmvlies

### Topisch
- cutaan - op de huid, bijvoorbeeld een allergietest
- inhalatie - bijvoorbeeld astmamedicatie
- klysma - bijvoorbeeld voor contraststof
- lokale anesthesie of plaatselijke verdoving
- nasaal - in de neus
- oogdruppels
- oordruppels
- vaginaal, in de vagina - oestrogenen, antibacteriële middelen

## Websites
- FDA. Route of Administration, 2017. Data Standards Manual